# The World of David Bowie
The World of David Bowie (с англ. — «Мир Дэвида Боуи») — сборник песен Дэвида Боуи, был издан в 1970 году. Содержит материал из дебютного альбома Дэвида Боуи, а также ранее не издававшиеся песни.

## Об альбоме
В диск вошёл материал из дебютного альбома Дэвида Боуи, а также ранее не издававшиеся песни.

## Список композиций
Все песни написаны Дэвидом Боуи.

### Сторона один
1. Uncle Arthur (2:07)
2. Love You Till Tuesday (3:09)
3. There Is A Happy Land (3:11)
4. Little Bombardier (3:24)
5. Sell Me A Coat (2:58)
6. Silly Boy Blue (3:48)
7. The London Boys (3:20) *

### Сторона два
1. Karma Man (2:58) *
2. Rubber Band (2:17)
3. Let Me Sleep Beside You (3:24) *
4. Come And Buy My Toys (2:07)
5. She’s Got Medals (2:23)
6. In The Heat Of The Morning (2:55) *
7. When I Live My Dream (3:22)

* Композиция ранее не издавалась.

## Участники записи
- Дэвид Боуи — вокал, гитара
- Джон Маклафлин — гитара (композиции 1 и 3, сторона 2)
- Херби Флауэрс — бас
- Тони Висконти — бас, бэк-вокал
- Бэрри Морган, Энди Уайт — ударные
- Стив «Перегрин Тук» — pixiephone